# Healy (Alaska)
Healy es un lugar designado por el censo ubicado en el borough de Denali en el estado estadounidense de Alaska. En el año 2000 tenía una población de 971 habitantes y una densidad poblacional de 0,6 personas por km².

## Geografía
Healy se encuentra ubicada en las coordenadas 63°58′15″N 149°7′37″O / 63.97083, -149.12694.

## Demografía
Según la Oficina del Censo en 2000 los ingresos medios por hogar en la Lugar designado por el censo eran de $60.000, y los ingresos medios por familia eran $77.806. Los hombres tenían unos ingresos medios de $65.729 frente a los $30.227 para las mujeres. La renta per cápita para el lugar designado por el censo era de $28.225. Alrededor del 4,9% de la población estaban por debajo del umbral de pobreza.